# 艾叶镇
艾叶镇，是中华人民共和国四川省自贡市贡井区下辖的一个乡镇级行政单位。

## 行政区划
艾叶镇下辖以下地区：
李家桥社区、大码头社区、韭菜嘴社区、高坎村、石辊村、竹林社区村、柏树村、檬凹村、塘边村、骑龙村、砖房村、六房村和沙塘村。

## 中国传统村落
2013年8月，李家桥社区被评为第二批中国传统村落。